# Dick Thompson

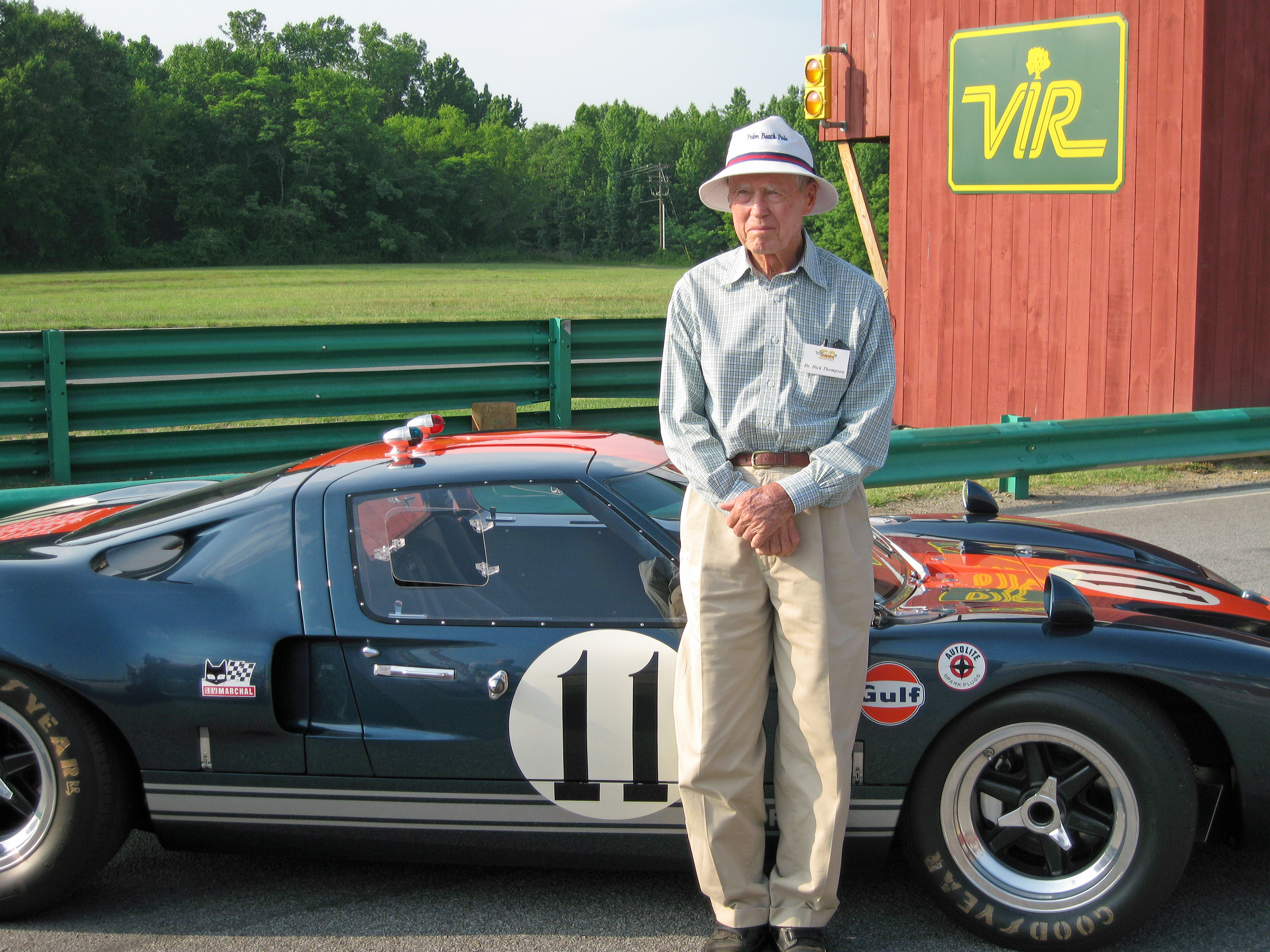
Dick Thompson 2007

Richard Knight „Dick“ Thompson (* 9. Juli 1920 in Washington, D.C.; † 4. September 2014 in Wellington) war ein US-amerikanischer Autorennfahrer.

## Karriere
Dick Thompson arbeitete im Brotberuf als Zahnarzt in Washington, D.C., was ihm bei seinen Rennfahrerkollegen den Spitznamen „The Flying Dentist“ einbrachte. Thompson war von den späten 1950er-Jahren bis in die 1970er-Jahre aktiv und gewann mehrere SCCA-Sportwagenmeisterschaften.
In den USA war er als „der“ Corvette-Pilot populär und verschaffte dem inzwischen legendären Rennwagen die ersten großen Erfolge. Er gewann damit 1956, 1957, 1960, 1961 und 1962 fünf SCCA-Meisterschaften. 1963 gewann er mit einer Corvette das Sportwagenrennen in Watkins Glen.
Thompson, der auch Werksfahrer bei Briggs Cunningham war, kam mit dem US-Team 1960 nach Europa und gab sein Debüt beim 24-Stunden-Rennen von Le Mans. Seine beste Platzierung war der vierte Gesamtrang mit Augie Pabst im Maserati Tipo 63 1961. 1967 gewann er mit Jacky Ickx als Partner auf einem Mirage M1 das 1000-km-Rennen von Spa-Francorchamps.
Thompson verdiente mit dem Rennsport nie genug Geld, um ausschließlich davon leben zu können. Deshalb blieb er bis ins hohe Alter als Zahnarzt tätig. Thompson lebte bis zu seinem Tod in Wellington und genoss seinen Ruhestand.

## Statistik

### Le-Mans-Ergebnisse
| Jahr | Team                             | Fahrzeug             | Teamkollege      | Platzierung | Ausfallgrund |
| ---- | -------------------------------- | -------------------- | ---------------- | ----------- | ------------ |
| 1960 | Briggs Cunningham                | Chevrolet Corvette   | Fred Windridge   | Ausfall     | Motorschaden |
| 1961 | Briggs Cunningham                | Maserati Tipo 63     | Augie Pabst      | Rang 4      |              |
| 1962 | Briggs Cunningham                | Maserati Tipo 151    | William Kimberly | Ausfall     | Motorschaden |
| 1965 | AC Cars Ltd.                     | Shelby Coupe Daytona | Jack Sears       | Rang 8      |              |
| 1967 | John Wyer Automotive Engineering | Mirage M1            | David Piper      | Ausfall     | Motorschaden |
| 1968 | Howmet Corporation               | Howmet TX            | Ray Heppenstall  | Ausfall     | Defekt       |

### Sebring-Ergebnisse
| Jahr | Team                            | Fahrzeug                       | Teamkollege     | Teamkollege     | Teamkollege  | Teamkollege | Platzierung | Ausfallgrund     |
| ---- | ------------------------------- | ------------------------------ | --------------- | --------------- | ------------ | ----------- | ----------- | ---------------- |
| 1952 | Dick Thompson                   | MG TD                          | Bill Kinchloe   |                 |              |             | Rang 8      |                  |
| 1955 | Jack Pry                        | Jaguar XK140 MC                | Charles Wallace |                 |              |             | Rang 10     |                  |
| 1957 | John Fitch                      | Chevrolet Corvette             | Gaston Andrey   |                 |              |             | Rang 12     |                  |
| 1958 | Dick Thompson                   | Chevrolet Corvette             | Fred Windridge  | John Kilbourn   |              |             | Rang 33     |                  |
| 1959 | Briggs Cunningham               | Lister                         | Walt Hansgen    |                 |              |             | Rang 12     |                  |
| 1960 | Jaguar Distributors of New York | Chevrolet Corvette             | Fred Windridge  |                 |              |             | Ausfall     | Motorschaden     |
| 1961 | Momo Corporation                | Maserati Tipo 61               | John Fitch      |                 |              |             | Ausfall     | Kraftübertragung |
| 1962 | Briggs Cunningham               | Maserati Tipo 64               | Walt Hansgen    |                 |              |             | Ausfall     | Aufhängung       |
| 1963 | Grady Davis                     | Chevrolet Corvette Sting Ray   | Ed Lowther      | Donald Yenko    | Duncan Black | M. Wyllie   | Ausfall     | Motorschaden     |
| 1964 | NART                            | Ferrari 250 GTO LMB            | Bob Grossman    |                 |              |             | Rang 14     |                  |
| 1965 | Shaw Racing Team                | Shelby Cobra                   | Graham Shaw     |                 |              |             | Rang 19     |                  |
| 1966 | Roger Penske                    | Chevrolet Corvette Grand Sport | Dick Guldstrand |                 |              |             | Ausfall     | Unfall           |
| 1967 | J. W. Engineering Ltd.          | Ford GT40                      | Ed Lowther      |                 |              |             | Ausfall     | Motorschaden     |
| 1968 | Howmet Corporation              | Howmet TX Continental          | Ed Lowther      | Ray Heppenstall |              |             | Ausfall     | Motorschaden     |

### Einzelergebnisse in der Sportwagen-Weltmeisterschaft
| Saison | Team                                              | Rennwagen                                             | 1   | 2   | 3   | 4   | 5   | 6   | 7   | 8   | 9   | 10  | 11  | 12  | 13  | 14  | 15  | 16  | 17  | 18  | 19  | 20  | 21  | 22  |
| ------ | ------------------------------------------------- | ----------------------------------------------------- | --- | --- | --- | --- | --- | --- | --- | --- | --- | --- | --- | --- | --- | --- | --- | --- | --- | --- | --- | --- | --- | --- |
| 1955   | Jack Pry                                          | Jaguar XK 140                                         | BUA | SEB | MIM | LEM | RTT | TAR |     |     |     |     |     |     |     |     |     |     |     |     |     |     |     |     |
| 1955   | Jack Pry                                          | Jaguar XK 140                                         | 10  |     |     |     |     |     |     |     |     |     |     |     |     |     |     |     |     |     |     |     |     |     |
| 1957   | John Fitch Chevrolet                              | Chevrolet Corvette                                    | BUA | SEB | MIM | NÜR | LEM | KRI | CAR |     |     |     |     |     |     |     |     |     |     |     |     |     |     |     |
| 1957   | John Fitch Chevrolet                              | Chevrolet Corvette                                    |     | 12  |     |     |     |     | 12  |     |     |     |     |     |     |     |     |     |     |     |     |     |     |     |
| 1958   | Dick Thompson                                     | Chevrolet Corvette                                    | BUA | SEB | TAR | NÜR | LEM | RTT |     |     |     |     |     |     |     |     |     |     |     |     |     |     |     |     |
| 1958   | Dick Thompson                                     | Chevrolet Corvette                                    | 33  |     |     |     |     |     |     |     |     |     |     |     |     |     |     |     |     |     |     |     |     |     |
| 1959   | Briggs Cunningham                                 | Lister                                                | SEB | TAR | NÜR | LEM | RTT |     |     |     |     |     |     |     |     |     |     |     |     |     |     |     |     |     |
| 1959   | Briggs Cunningham                                 | Lister                                                | 12  |     |     |     |     |     |     |     |     |     |     |     |     |     |     |     |     |     |     |     |     |     |
| 1960   | Jaguar Distributors of New York Briggs Cunningham | Chevrolet Corvette                                    | BUA | SEB | TAR | NÜR | LEM |     |     |     |     |     |     |     |     |     |     |     |     |     |     |     |     |     |
| 1960   | Jaguar Distributors of New York Briggs Cunningham | Chevrolet Corvette                                    |     | DNF |     |     | DNF |     |     |     |     |     |     |     |     |     |     |     |     |     |     |     |     |     |
| 1961   | Momo Corporation Briggs Cunningham                | Maserati Tipo 61 Maserati Tipo 63                     | SEB | TAR | NÜR | LEM | PES |     |     |     |     |     |     |     |     |     |     |     |     |     |     |     |     |     |
| 1961   | Momo Corporation Briggs Cunningham                | Maserati Tipo 61 Maserati Tipo 63                     | DNF |     |     | 4   |     |     |     |     |     |     |     |     |     |     |     |     |     |     |     |     |     |     |
| 1962   | Grady Davis Briggs Cunningham                     | Chevrolet Corvette Maserati Tipo 64 Maserati Tipo 151 | DAY | SEB | SEB | MAI | TAR | BER | NÜR | LEM | TAV | CCA | RTT | NÜR | BRI | BRI | PAR |     |     |     |     |     |     |     |
| 1962   | Grady Davis Briggs Cunningham                     | Chevrolet Corvette Maserati Tipo 64 Maserati Tipo 151 | 13  |     | DNF |     |     |     |     | DNF |     |     |     |     |     | 9   |     |     |     |     |     |     |     |     |
| 1963   | Grady Davis                                       | Chevrolet Corvette                                    | DAY | SEB | SEB | TAR | SPA | MAI | NÜR | CON | ROS | LEM | MON | WIS | TAV | FRE | CCE | RTT | OVI | NÜR | MON | MON | TDF | BRI |
| 1963   | Grady Davis                                       | Chevrolet Corvette                                    | 3   |     | DNF |     |     |     |     |     |     |     |     |     |     |     |     |     |     |     |     |     |     |     |
| 1964   | North American Racing Team                        | Ferrari 250 GTO                                       | DAY | SEB | TAR | MON | SPA | CON | NÜR | ROS | LEM | REI | FRE | CCE | RTT | SIM | NÜR | MON | TDF | BRI | BRI | PAR |     |     |
| 1964   | North American Racing Team                        | Ferrari 250 GTO                                       | 14  |     |     |     |     |     |     |     |     |     |     |     |     |     |     |     |     |     |     |     |     |     |
| 1965   | Graham Shaw AC Cars                               | Shelby Cobra Shelby Daytona                           | DAY | SEB | BOL | MON | MON | RTT | TAR | SPA | NÜR | MUG | ROS | LEM | REI | BOZ | FRE | CCE | OVI | NÜR | BRI | BRI |     |     |
| 1965   | Graham Shaw AC Cars                               | Shelby Cobra Shelby Daytona                           | 10  | 19  |     |     |     |     |     |     |     |     |     | 8   |     |     |     |     |     |     |     | 3   |     |     |
| 1966   | Essex Wire Corporation Roger Penske               | Ford GT40 Chevrolet Corvette Grand Sport              | DAY | SEB | MON | TAR | SPA | NÜR | LEM | MUG | CCE | HOK | SIM | NÜR | ZEL |     |     |     |     |     |     |     |     |     |
| 1966   | Essex Wire Corporation Roger Penske               | Ford GT40 Chevrolet Corvette Grand Sport              | DNF | DNF |     |     |     |     |     |     |     |     |     |     |     |     |     |     |     |     |     |     |     |     |
| 1967   | J. W. Automotive                                  | Ford GT40 Mirage M1                                   | DAY | SEB | MON | SPA | TAR | NÜR | LEM | HOK | MUG | BRH | CCE | ZEL | OVI | NÜR |     |     |     |     |     |     |     |     |
| 1967   | J. W. Automotive                                  | Ford GT40 Mirage M1                                   | 6   | DNF | 9   | 1   |     |     | DNF |     |     | DNF |     |     |     |     |     |     |     |     |     |     |     |     |
| 1968   | Howmet Corporation                                | Howmet TX                                             | DAY | SEB | BRH | MON | TAR | NÜR | SPA | WAT | ZEL | LEM |     |     |     |     |     |     |     |     |     |     |     |     |
| 1968   | Howmet Corporation                                | Howmet TX                                             | DNF | DNF | DNF |     |     |     |     | 3   |     | DNF |     |     |     |     |     |     |     |     |     |     |     |     |